# 福島県道22号会津坂下会津高田線
福島県道22号会津坂下会津高田線（ふくしまけんどう22ごう あいづばんげあいづたかだせん）は、福島県河沼郡会津坂下町から大沼郡会津美里町に至る県道（主要地方道）である。

## 概要

### 路線データ
- 総延長：12.854 km[要出典]
- 実延長：12.854 km[要出典]
- 起点：河沼郡会津坂下町大道（国道49号交点）
- 終点：大沼郡会津美里町御田・柳台（国道401号交点）

## 歴史
- 1971年6月26日 - 建設省告示第1069号が公布され、福島県道会津坂下停車場線の一部、河東会津坂下線の一部、会津坂下会津高田線が主要地方道会津坂下会津高田線に指定され、福島県によって現行の県道路線に認定される[1]。
- 1993年（平成5年）5月11日 - 建設省から、県道会津坂下会津高田線が会津坂下会津高田線として主要地方道に指定される[2]。

## 路線状況

### 重複区間
- 福島県道33号会津坂下河東線（河沼郡会津坂下町市中三番甲 - 河沼郡会津坂下町古市乙）

### 道路施設
家東橋
- 全長：31.0m
- 幅員：6.0（10.0）m
- 形式：PC単純バイプレ中空床版桁橋
- 竣工：2001年度

会津美里町鶴野辺字家ノ東にて一級水系阿賀野川水系宮川支流の佐賀瀬川を渡る。橋上は上下対向2車線で供用され、上り線側に幅員2.5mの歩道が設置されている。旧橋梁は1959年に建設され、幅員狭小で老朽化が進んでいたことから道路改良計画と佐賀瀬川の河川改修工事に併せ建設された。総工費は2億1310万円。
阿久津橋
- 全長：41.0m
- 幅員：9.8m
- 竣工：1989年[4]

会津美里町鶴野辺字江向乙から字西河原甲に至り、一級水系阿賀野川水系宮川支流の赤沢川を渡る。
花川橋
- 全長：13.7m
- 幅員：6.0（10.0）m
- 形式：PC単純プレテン床版桁橋
- 竣工：1999年度

会津美里町境野字境野から新道西・新道東に至り、一級水系阿賀野川水系赤沢川支流の準用河川花川を渡る。橋上は上下対向2車線で供用され、上り線側に幅員2.5mの歩道が設置されている。道路拡幅に併せB活荷重に対応するために架け替えられた。総工費は5400万円。

## 地理

### 通過する自治体
- 河沼郡会津坂下町
- 大沼郡会津美里町

### 交差する道路
- 会津坂下町内
  - 国道49号（起点・新富町交差点）

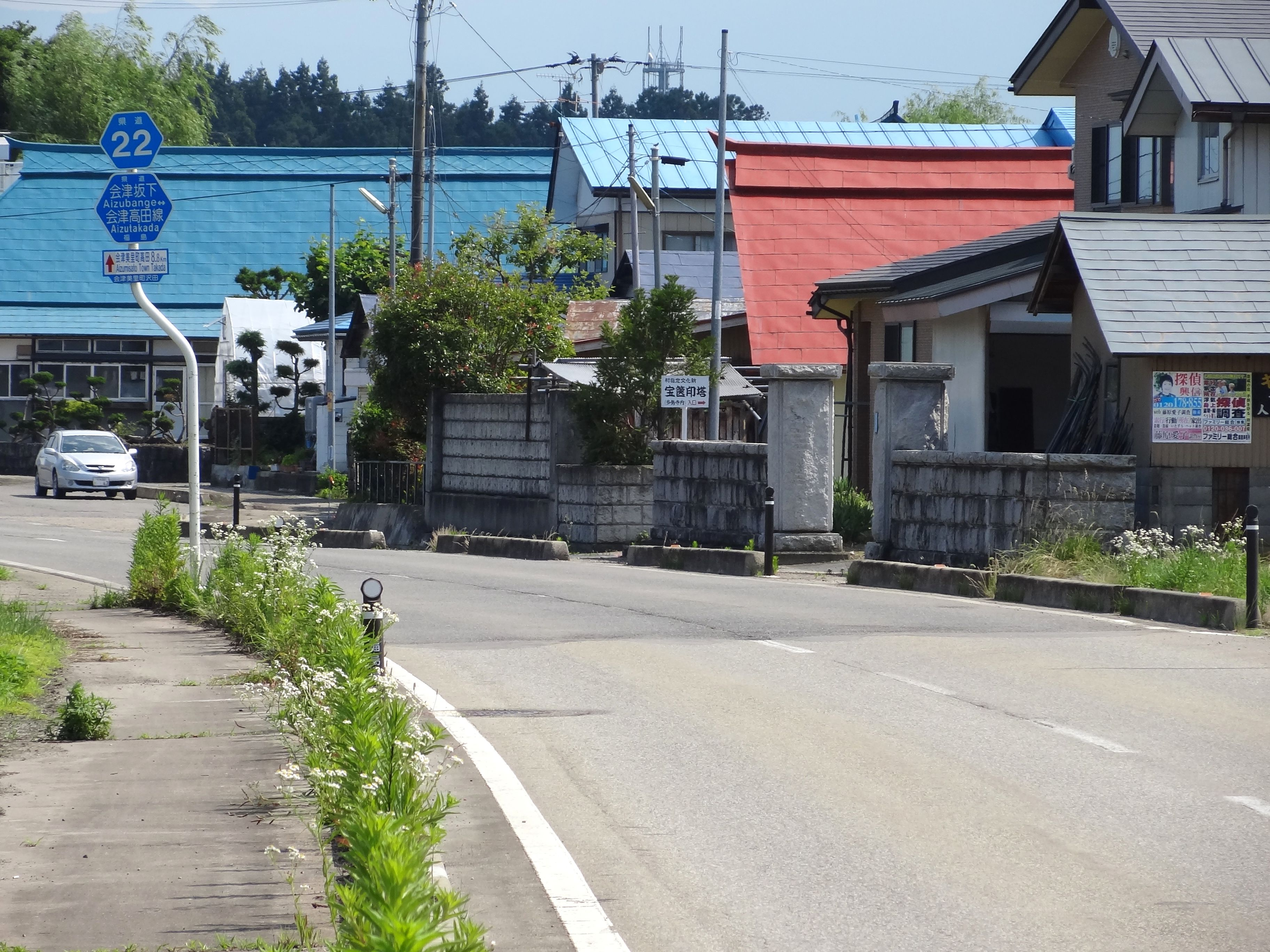
会津美里町和田目付近

  - 福島県道222号会津坂下停車場線（福島県道33号会津坂下河東線起点）（河沼郡会津坂下町市中三番甲）
  - 福島県道21号喜多方会津坂下線（河沼郡河沼郡会津坂下町市中一番甲）
  - 福島県道33号会津坂下河東線（河沼郡会津坂下町古市乙）
- 会津美里町内
  - 福島県道221号新鶴停車場線（大沼郡会津美里町新屋敷柳台甲）
  - 福島県道59号会津若松三島線（大沼郡会津美里町鶴野辺）
  - 福島県道220号会津高田停車場線（大沼郡会津美里町柳台甲）
  - 国道401号（終点）